# Toars (Òlt i Garona)
Toars de Garona (en francès Thouars-sur-Garonne) és un municipi francès situat al departament d'Òlt i Garona i a la regió de la Nova Aquitània.

## Demografia
| 1962                                       | 1968 | 1975 | 1982 | 1990 | 1999 | 2007 |
| ------------------------------------------ | ---- | ---- | ---- | ---- | ---- | ---- |
| 223                                        | 230  | 191  | 191  | 194  | 179  | 195  |
| Des de 1962: població sense dobles comptes |      |      |      |      |      |      |

## Administració
| Període   | Identitat          | Partit |
| --------- | ------------------ | ------ |
| 1983-2002 | Serge Quintlé      |        |
| 2002-2008 | Alain Piccoli      |        |
| 2008-     | Jean-Pierre Vicini |        |